# Бробдингнег
Бробдингнаг — вымышленная земля, населённая великанами, в сатирическом романе Джонатана Свифта 1726 года «Путешествия Гулливера». Главный герой рассказа, Лемюэль Гулливер, посещает эту землю после того, как корабль, на котором он путешествует, сбился с курса. В результате он оказывается отделённым от группы, исследующей неизвестную землю. Во втором предисловии к книге Гулливер сетует, что издатель неправильно написал название земли, которая, как утверждает Гулливер, на самом деле называется Бробдинграг.

## Расположение
Свифт описывает местоположение Бробдингнага и его географию во второй части книги «Путешествия Гулливера» и предоставляет карту, показывающую, где тот находится. Однако рассказы несколько противоречивы.
Карта, напечатанная в начале части II, указывает, что Бробдингнаг расположен на северо-западном побережье Северной Америки, вероятно, на территории нынешней Британской Колумбии. На карте показаны (с юга на север) залив Монтерей, порт сэра Фрэнсиса Дрейка, мыс Мендосино, мыс Святого Себастьяна, мыс Бланко и полумифический Анианский пролив — всё это места на тихоокеанском побережье Северной Америки, — и Бробдингнаг изображён как полуостров, простирающийся на запад в Тихий океан к северу от проливов.
В книге Гулливер описывает свое путешествие из Англии. После зимовки у мыса Доброй Надежды в марте 1703 года корабль достиг пяти градусов южной широты, севернее Мадагаскара, а в апреле — Молуккских островов «примерно на три градуса севернее линии [экватора]». Оттуда шторм уносит корабль «примерно на пятьсот лиг к востоку» (в этом случае корабль был бы всё ещё в Микронезии), после чего экипаж решает «придерживаться того же курса, а не поворачивать севернее, что могло бы привести нас в северо-западную часть Великой Татарии». 16 июня 1703 года они увидели землю, которая, как позже обнаруживает Гулливер, и есть Бробдингнаг.
Утверждается, что Бробдингнаг представляет собой полуостров размером с континент длиной 6000 миль (9700 км) и шириной 3000-5000 миль (4800-8000 км), что, исходя из местоположения, указанного Гулливером, позволяет предположить, что он охватывает большую часть Северной части Тихого океана. Напротив, на его карте показано, что Бробдингнаг имеет те же размеры и протяжённость, что и современный штат Вашингтон, а его описание путешествия указывает на шестинедельное плавание от Молуккских островов.
Свифт весьма скептически относился к достоверности записей о путешествиях, а маловероятные географические описания пародируют многие ненадёжные книги о путешествиях, опубликованные в то время, которые Перси Адамс называет «ложью о путешествиях».

## Масштаб
Гулливер утверждает, что девятилетняя девочка по имени Глюмдальклич, которая учит его языку, «ростом не выше 40 футов, маленькая для своего возраста». По крайней мере, в двух случаях он прямо заявляет, что глаза бробдингнагца находятся «выше шестидесяти футов» от земли, что дает соотношение не менее одиннадцати к одному. Он также заявляет, что «казался бы этой нации таким же незначительным, каким был бы среди нас лилипут», указывая на то, что предполагалось то же соотношение двенадцать к одному, что и для лилипутов. Это еще больше усиливается тем, что количество градин почти в 1800 раз больше, чем в Европе (при соотношении 1/12 их должно быть 1728). Придворный карлик королевы, самый низкорослый туземец за всю историю наблюдений, не достигает и тридцати футов в высоту, что по шкале 1/12 делает его эквивалентным человеку чуть ниже тридцати дюймов (это рост карлика-китайца Хэ Пинпина). Гулливер также описывает посещение главного храма в Лорбрулгруде, башня которого была самой высокой в королевстве, но сообщает, что «вернулся разочарованным, потому что высота не превышает трех тысяч футов», что, «учитывая разницу в размерах между этими людьми и нами в Европе», «не равно по пропорции шпилю Солсбери». Утверждается, что кита из внешнего мира, пусть и с трудом, может унести один человек, и китов едят простые люди, если находят выброшенными на берег.

## География
По словам Гулливера, Бробдингнаг расположен между Японией и Калифорнией, простираясь на шесть тысяч миль в длину и от трех до пяти тысяч миль в ширину. Он описывается как полуостров, заканчивающийся на северо-востоке грядой вулканов высотой до 30 миль (48 км), отделяющих страну от неизвестных земель за ее пределами. С трех других сторон он окружен океаном, и люди так и не смогли построить океанские суда. На земле «51 город, около 100 городов, обнесенных стенами, и огромное количество деревень». Утверждается, что столицей является Лорбрулгруд, а у короля есть приморский дворец во Фланфласнике. Столица «насчитывает более 80 000 домов» и «имеет в длину три глонглунга (около пятидесяти четырех английских миль) и две с половиной в ширину». Гулливер рассказывает нам, что Лорбрулгруд был «расположен почти в центре этой империи» и находился на расстоянии трех тысяч миль от дома фермера на побережье, что путешествие заняло десять недель и что они «пересекли пять или шесть рек, на много градусов шире и глубже, чем Нил или Ганг», и «вряд ли была речушка меньше, чем Темза у Лондонского моста».

## Население, флора и фауна
Жители Бробдингнага описываются как гиганты, рост которых достигает 60 футов, а шаг — десяти ярдов. Все другие животные и растения и даже природные объекты, такие как реки и даже град, пропорциональны. Крысы размером с мастифов, с хвостами «длиной в два ярда и не более дюйма», в то время как мастифы «по массе равны четырем слонам». Гулливер описывает мух «размером с жаворонка из Данстейбла» и ос размером с куропаток, с жалами «длиной в полтора дюйма и острыми, как иглы». Это также означает, что страна гораздо более опасна для людей нормального человеческого роста, о чем свидетельствует то, что Гулливер использует здесь свой кортик гораздо чаще, а именно для нападения на паразитов, чем в любой другой из странных стран, которые он посетил; однако люди там цивилизованные. Сплакнак — это животное длиной около 6 футов (1,8 м), с которым сравнивают Гулливера по размерам, хотя не объясняется, какому животному оно соответствует. Утверждается, что ископаемые записи показывают, что предки бробдингнагцев когда-то были еще крупнее, вероятно, как намек на средневековую тенденцию подкреплять подобные утверждения костями, которые примерно во времена Свифта начали идентифицировать как принадлежащие слонам, мастодонтам и даже китам. Король Бробдингнага утверждает, что раса деградировала. Язык Бробдингнага изображен как явно непохожий на язык лилипутов.

## История и правительство
Гулливер рассказывает, что в прошлом между монархией, знатью и народом происходили сражения, которые привели к ряду гражданских войн, закончившихся договором. Монархия основана на разуме. Городские власти избираются путем голосования. Король Бробдингнага считает английские институты и поведение неудовлетворительными по сравнению с его страной. Основываясь на описаниях Гулливером их поведения, король описывает англичан как «самую пагубную расу маленьких отвратительных паразитов, которым природа когда-либо позволяла ползать по поверхности земли». Свифт предполагал, что моральные отношения между англичанами и бробдингнежцами будут такими же непропорциональными, как и физические. Считается, что король Бробдингнага основан на сэре Уильяме Стиле, государственном деятеле и писателе, на которого Свифт работал в начале своей карьеры. Некоторые критики считали, что он основан на сэре Уильяме Темпле.
Утверждается, что армия Бробдингна многочисленна и насчитывает 207 000 человек, включая 32 000 кавалеристов, хотя у общества нет известных врагов. Силами командует местная знать; огнестрельное оружие и порох им неизвестны. Король ругает Гулливера, когда тот пытается заинтересовать государственного деятеля использованием пороха.
Законы Бробдингнега просты и им легко следовать. Существует мало гражданских судебных разбирательств. Убийцам отрубают головы.
В характерном для Гулливера предисловии к рассказу, озаглавленном Письмо капитана Гулливера своему двоюродному брату Симпсону, он уточняет, что правильное написание на самом деле "… Бробдингrag (ибо так слово должно было писаться, а не ошибочно Brobdingnag) , … [выделено мной] ". Это исправление вымышленного автора является приемом, используемым для добавления элемента правдоподобия в историю.

## Культура
Культура Бробдингнага состоит из истории, поэзии, математики и этики, причем математика особо развита. Книгопечатание известно давно, но библиотеки относительно невелики. У короля самая большая библиотека, которая насчитывает около тысячи томов. Жители Бробдингнага предпочитают четкий литературный стиль.

## Наследие
Земля является предметом сатирического цветного офорта Джеймса Гиллрея, выполненного от руки в технике акватинты, под названием «Король Бробдингнега и Гулливер. Смотри Свифта, „Гулливер: Путешествие в Бробдингнег“». Созданный в 1803 году, он изображает профиль Георга III, короля Соединенного Королевства, в виде короля Бробдингнега, держащего миниатюру Наполеона в виде Гулливера, и наблюдающего за ним в подзорную трубу. Он был опубликован 26 июня, через пять недель после расторжения Амьенского мирного договора, который ускорил Наполеоновские войны. На воздушном шаре с речью короля в верхней половине рисунка написано: «Мой маленький друг Грилдриг, вы составили самый замечательный панегирик себе и стране, но из того, что я могу почерпнуть из ваших собственных отношений и ответов, которые я с большим трудом выжал из вас, я не могу не заключить, что вы одна из самых пагубных, малоприятных рептилий, которым природа когда-либо позволяла ползать по поверхности Земли».
На крупнейшем спутнике Марса, Фобосе, кратер Грилдриг назван в честь «предсказания» Свифта о двух тогда еще неоткрытых марсианских лунах, которые обнаружили его лапутанские астрономы.